# Піану
Піану (рум. Pianu) — комуна у повіті Алба в Румунії. До складу комуни входять такі села (дані про населення за 2002 рік):
- Плаюрі (83 особи)
- Пуркерець (333 особи)
- Піану-де-Жос (1143 особи)
- Піану-де-Сус (1588 осіб) — адміністративний центр комуни
- Струнгарі (243 особи)

Комуна розташована на відстані 261 км на північний захід від Бухареста, 21 км на південь від Алба-Юлії, 98 км на південь від Клуж-Напоки.

## Населення
За даними перепису населення 2002 року у комуні проживали 3390 осіб.
Національний склад населення комуни:
| Національність | Кількість осіб | Відсоток |
| -------------- | -------------- | -------- |
| румуни         | 3337           | 98,4%    |
| німці          | 30             | 0,9%     |
| цигани         | 17             | 0,5%     |
| угорці         | 6              | 0,2%     |

Рідною мовою назвали:
| Мова      | Кількість осіб | Відсоток |
| --------- | -------------- | -------- |
| румунська | 3352           | 98,9%    |
| німецька  | 25             | 0,7%     |
| угорська  | 12             | 0,4%     |
| російська | 1              | < 0,1%   |

Склад населення комуни за віросповіданням:
| Релігія                                       | Кількість осіб | Відсоток |
| --------------------------------------------- | -------------- | -------- |
| православні                                   | 3285           | 96,9%    |
| п'ятдесятники                                 | 41             | 1,2%     |
| лютерани (Синодально-пресвітеріанська церква) | 24             | 0,7%     |
| греко-католики                                | 9              | 0,3%     |
| римо-католики                                 | 5              | 0,1%     |
| баптисти                                      | 5              | 0,1%     |
| лютерани                                      | 4              | 0,1%     |
| атеїсти                                       | 1              | < 0,1%   |
| не вказали релігію                            | 16             | 0,5%     |

## Зовнішні посилання
- Дані про комуну Піану на сайті Ghidul Primăriilor